# Kršna Glava
Kršna Glava (en serbe cyrillique : Кршна глава) est un village de Serbie situé dans la municipalité d’Ub, district de Kolubara. Au recensement de 2011, il comptait 157 habitants.

## Démographie
| 1948 | 1953 | 1961 | 1971 | 1981 | 1991 | 2002 | 2011 |
| ---- | ---- | ---- | ---- | ---- | ---- | ---- | ---- |
| 432  | 407  | 369  | 364  | 333  | 268  | 221  | 157  |

|  |